# 小腿三头肌
小腿三头肌（英語：triceps surae），作用为屈踝关节和屈膝关节，在站立时能固定踝关节和膝关节，以防止身体向前倾斜。浅表的肌称腓腸肌，其两个头起自股骨内、外上髁的后面，内、外侧头会合，约在小腿的中点移行为腱性结构；位置较深的肌称比目鱼肌，起自腓骨后面的上部和胫骨的比目鱼肌线，肌束向下移行为肌腱，和腓腸肌的腱合成粗大的跟腱，止于跟骨。
1. ↑  Honeine, Jean-Louis; Schieppati, Marco; Gagey, Olivier; Do, Manh-Cuong. . PLOS ONE. 2013-01-16, 8 (1)  [2024-03-06]. ISSN 1932-6203. PMC 3547017 . PMID 23341916. doi:10.1371/journal.pone.0052943. （原始内容存档于2024-06-05） （英语）.
2. ↑  . www.britannica.com.   [2024-03-06]. （原始内容存档于2023-06-03） （英语）.